# Copa espanyola de bàsquet femenina 1978-1979
La Copa de la Reina de bàsquet 1978-89 fou la dissetena edició de la Copa espanyola de bàsquet. Se celebrà des del 27 d'abril fins a l'1 de maig de 1979 al Pavelló del Centre Parroquial Sant Josep de Badalona i fou organitzada per la Federació Espanyola de Basquetbol. Hi participaren els cinc equips millors de la classificació final de la Primera Divisió femenina, l'Íntima Picadero, vigent campió, el RC Celta de Vigo, el GE Iberia, el Vacaciones Spantax, el Club Juven, i el CB Sant Josep Badalona, com a equip organitzador. La competició es disputà en dues fases, la primera en format de lliga regular, i la segona, en format d'eliminació directa, amb semifinals, tercer i quart lloc i final. El campió de la Copa tingué el dret de participar en la Copa Ronchetti de la temporada següent.

## Clubs participants
- GE Iberia
- Club Juven
- Íntima Picadero
- Club Bàsquet Sant Josep
- Vacaciones Spantax
- Celta de Vigo

## Fase regular

### Primera jornada
| 27 d'abril de 1979 | GE Iberia | 76–65   | Club Juven | Badalona                            |  |
| Partit 1           |           |         |            |                                     |  |
|                    |           | Informe |            | Pavelló del Club Bàsquet Sant Josep |  |

| 27 d'abril de 1979 | Íntima Picadero | 71–53   | Vacaciones Spantax | Badalona                            |  |
| Partit 2           |                 |         |                    |                                     |  |
|                    |                 | Informe |                    | Pavelló del Club Bàsquet Sant Josep |  |

## Fase final

### Final
| 1 de maig de 1979 Informe | Íntima Picadero                    | 64–54 | RC Celta de Vigo | Pavelló del Club Bàsquet Sant Josep, Badalona Àrbitres: Hernández Cabrera i Recuenco |
| 1 de maig de 1979 Informe | Resultat per meitats: 32-28, 32-26 |       |                  | Pavelló del Club Bàsquet Sant Josep, Badalona Àrbitres: Hernández Cabrera i Recuenco |
| 1 de maig de 1979 Informe | Pts: Castillo 17                   |       | Pts: Paino 23    | Pavelló del Club Bàsquet Sant Josep, Badalona Àrbitres: Hernández Cabrera i Recuenco |

| Íntima Picadero | RC Celta de Vigo |

| #             | Pos.  | Jugadora          | Pts |
| ------------- | ----- | ----------------- | --- |
|               |       | Neus Bartran      | 8   |
|               |       | Concha Navío      | 2   |
|               |       | Mercedes Castillo | 13  |
|               |       | Geni Barnola      | 10  |
|               | P     | Rosa Castillo     | 17  |
|               |       | Katy Martínez     | 10  |
|               |       | Joana Grau        | 4   |
| Total         | Total | Total             | 64  |
| Entrenador    |       |                   |     |
| Paco Martínez |       |                   |     |

| Campió de la Copa de la Reina 1978-79 |
| ------------------------------------- |
| Íntima Picadero Quart títol           |
| MVP                                   |
|                                       |

| #          | Pos.  | Jugadora          | Pts |
| ---------- | ----- | ----------------- | --- |
|            |       | Susana García     | 6   |
|            |       | Pepa Calvet       | 4   |
|            | A     | Ángeles Liboreiro | 11  |
|            | P     | Marisol Paíno     | 23  |
|            | P     | Carmen Martínez   | 6   |
|            |       | Maribel Lorenzo   | 4   |
|            |       | S. Álvarez        | 0   |
| Total      | Total | Total             | 55  |
| Entrenador |       |                   |     |
|            |       |                   |     |